# Johann Georg Stuwer
Johann Georg Stuwer, eigentlich Johannes Stubenrauch (* 2. August 1732 in Oberliezheim; † 4. Januar 1802 in Wien) war ein österreichischer Pyrotechniker und Ballonfahrer.

## Feuerwerker

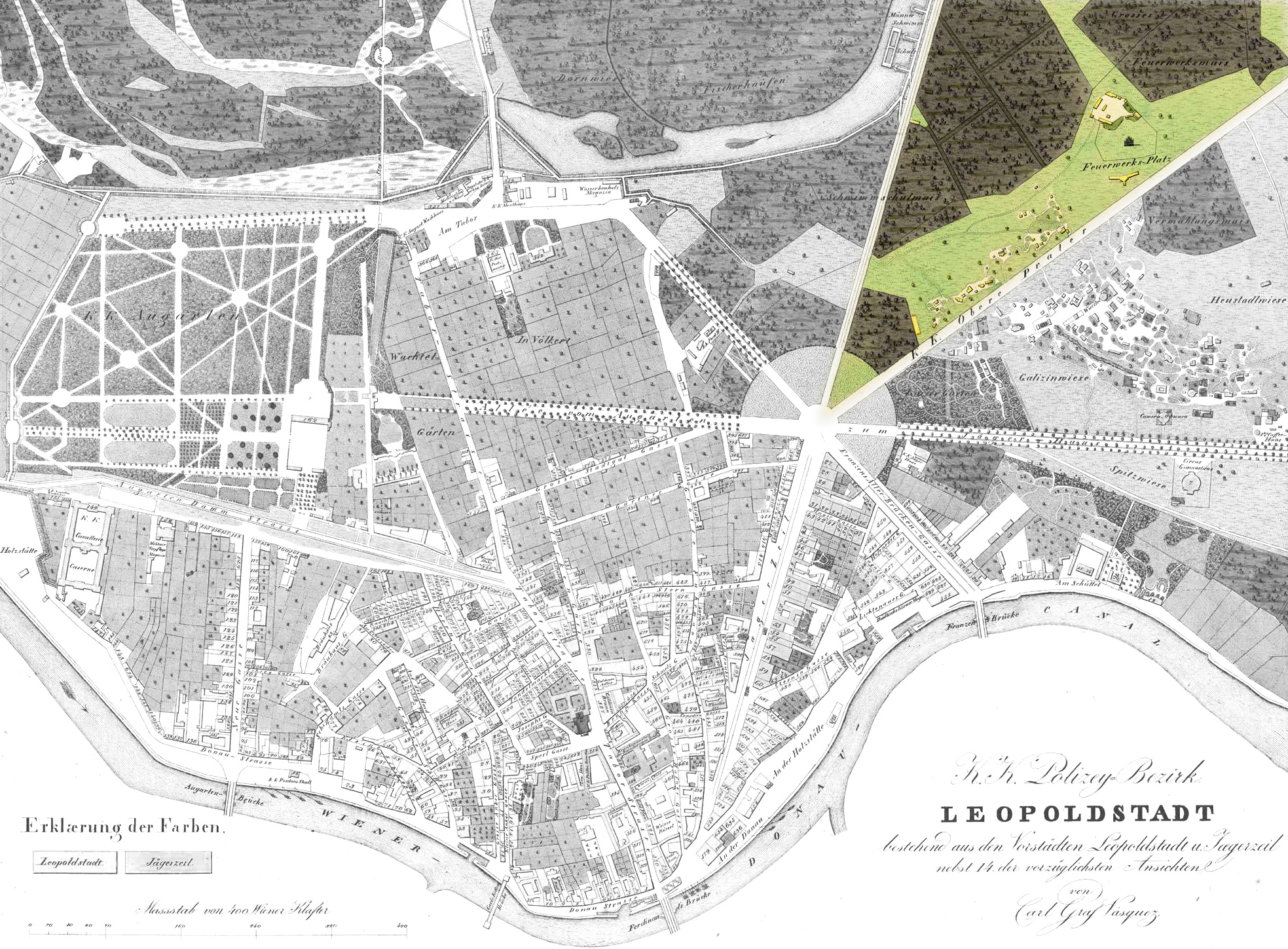
Das Stuwerviertel um 1830 (farbig), rechts oben der Feuerwerks-Platz

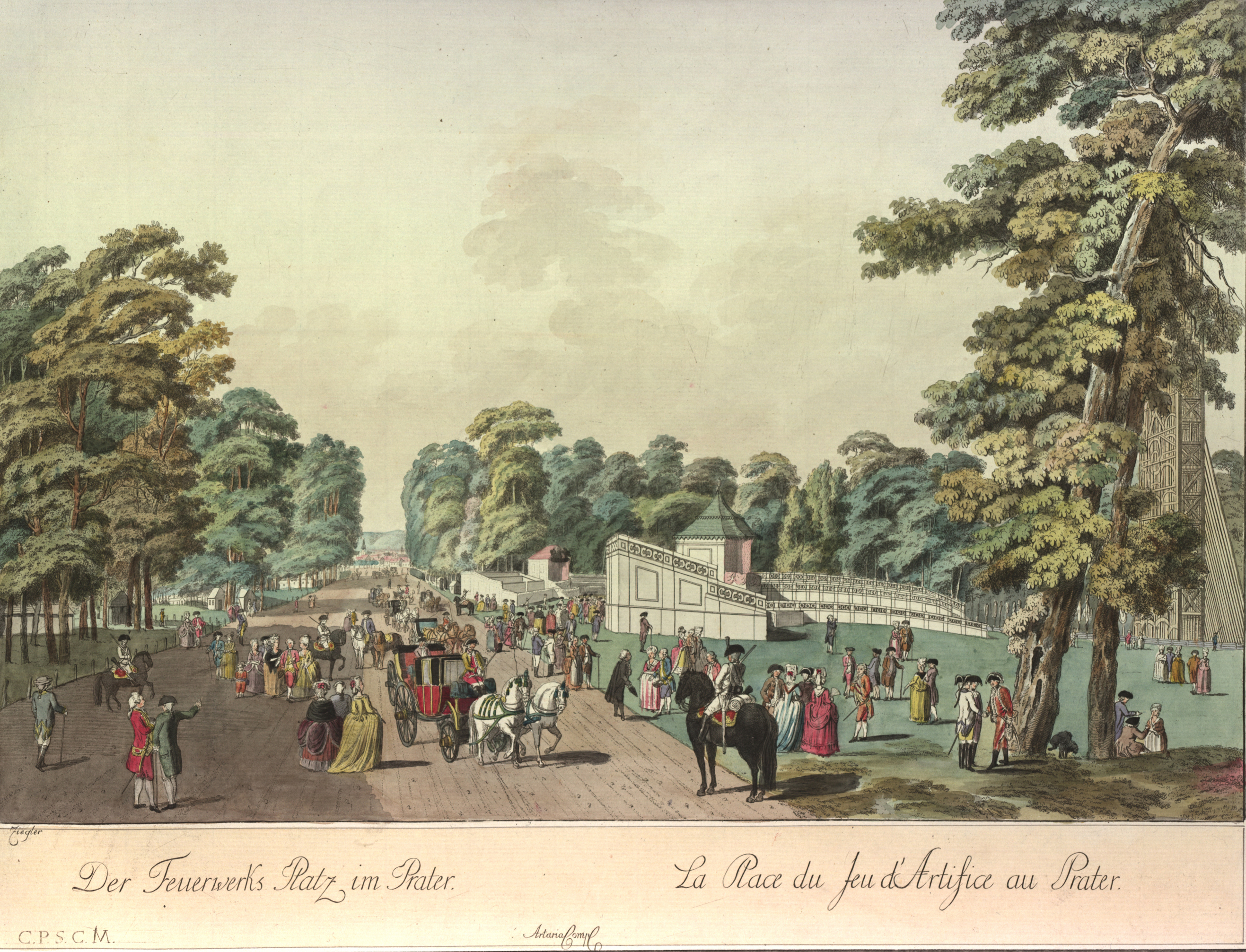
Der Feuerwerks-Platz im Prater um 1783

Johann Georg Stuwer war bereits in jungen Jahren in Deutschland – vermutlich in Ingolstadt – als Feuerwerker tätig. 1773 zog er nach Wien. Nach dem Vorbild des Italieners Peter Paul Girandolini, der seit 1771 Feuerwerke im Wiener Prater veranstaltete, wollte er auch hier seine Kunst zeigen. Noch im Jahr 1773 erhielt er von den Beamten Maria Theresias das Privileg zur Abhaltung von Feuerwerken. Als Platz wurde ihm eine Wiese nördlich der späteren Ausstellungsstraße zugewiesen, die schon bald Feuerwerkswiese genannt wurde. Stuwer errichtete hier ein großes hölzernes Gerüst, an dem er seine pyrotechnischen Artikel anbringen konnte, und mehrere Tribünen.
Stuwer nannte sich fortan  „k. k. privilegirter Kunst- und Lustfeuerwerker“. Am 27. Mai 1774 brannte er sein erstes Feuerwerk ab, das den Titel „Des Confucius Luftgebräu“ trug. Das Wetter war schlecht; ein Problem, unter dem Stuwer auch in den folgenden Jahren oft zu leiden hatte.
In den folgenden Jahren entwickelte sich ein regelmäßiger Konkurrenzkampf zwischen dem „deutschen Feuerwerk“ Stuwers und dem „welschen Feuerwerk“ Girandolinis. Stuwer hatte meistens die Publikumsgunst auf seiner Seite, nicht zuletzt da er am stets am damals günstigen Freitag veranstaltete, Girandolini dagegen am ungünstigeren Sonntag. Beide Konkurrenten hatten ihre Anhängerschaft; die Zeitschrift Denkwürdichkeiten aus Wien berichtet:

„Es gibt deren zwey [Feuerwerke] zu Wien: das deutsche und das wälsche. Jeder Künstler hat seinen Anhang. Dieser Anhang besteht aus Journalisten, Kunstrichtern und Combattanten. Beide Partheyen sind aufeinander so sehr erbittert, und streiten mit soviel Wuth, als ob es sich der Mühe verlohne.“

Auch andere Feuerwerker versuchten ihr Glück im Prater, hatten aber gegen Stuwer und Girandolini nur wenig Erfolg.
Aus zeitgenössischen Berichten geht hervor, dass Stuwers Pyrotechniker mit Hilfe ihrer „Feuerwerksmaschinen“ gegen das Schwarz des Nachthimmels Sprüche, figurale Szenen, und sogar Landschaftsausblicke „zaubern konnten“. Die Spektakel dauerten etwa 45 Minuten und bestanden aus mehreren „Fronten“ und dann der sogenannten „Hauptdekoration“. Eine gewaltige Kanonade beendete jeweils die Vorführung. Besonders beliebt waren Nachbildungen von historischen Schlachten mit den Mitteln des Feuerwerks. Dabei beeindruckte Stuwer sein Publikum vor allem durch enorme Lautstärke. Ein zeitgenössischer Bericht vermeldete:

„Zu diesem Ende hatte er in Bereitschaft: 200 Bomben, 100 Mordschläge, 80 Kanonenschläge, 150 Kartaunenschüsse, 300 Schuss Pelotonfeuer, 48 Schnurlaufer, 600 Schlagraketen, und 3 geladene Batterien.“

Die Wienerinnen und Wiener erfuhren vom bevorstehenden Feuerwerk durch einen uniformierten Ausrufer, der in Begleitung eines Trommlers und einiger Feuerwerksgehilfen durch die Straßen Wiens zog. Der Eintrittspreis für Stuwers Feuerwerk betrug 1775 auf der „noblen Galerie“ 1 Gulden 40 Kreuzer, auf der „zweiten Galerie“ 1 Gulden und auf der „dritten Galerie“ 20 Kreuzer. Kinder bis zu neun Jahren hatten freien Eintritt, sofern sie von den Eltern begleitet wurden. Wegen der Möglichkeit von Regenwetter erhielt der Besucher zusätzlich zur Eintrittskarte ein „Retour-Billet“, das für jenen Tag galt, auf den das Feuerwerk gegebenenfalls verschoben werden musste.
Stuwer wurde durch seine Veranstaltungen reich. Bei Zuschauerzahlen von bis zu 25.000 Menschen nahm er bei gutem Wetter bis zu 6.000 Gulden pro Feuerwerk ein. Als erfolgreicher Geschäftsmann lebte er aber nicht allein nur von seinen Veranstaltungen. Er verkaufte selbst produzierte pyrotechnische Artikel, die von den Kunden für private Feuerwerke verwendet werden konnten. Die Artikel hatten Namen wie Handpufferln, Chinesische Bäume, Raquetten, Laufende Brillantensonnen und Doppelte Kontrabrillantwalzen. Bei der Herstellung flog allerdings Stuwers Laboratorium zwei Mal in die Luft, erstmals im Sommer 1774 und das zweite Mal am 22. Oktober 1785.

## Ballonfahrer

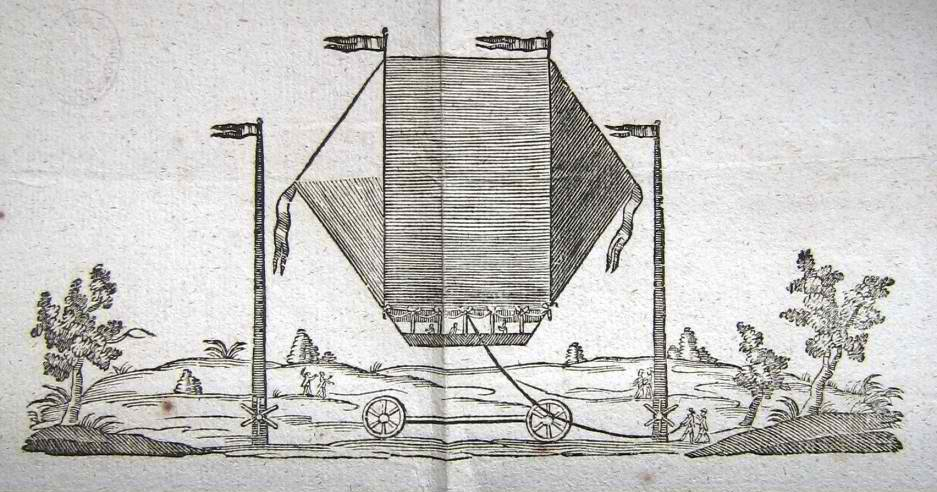
Sehr freie Darstellung von Stuwers Luftschiff, 1784

Am 6. Juli 1784 gelang Johann Georg Stuwer auf seinem Feuerwerksplatz ein Aufstieg mit einem von ihm selbst entwickelten Heißluft-Fesselballon, was den Beginn der bemannten Luftfahrt in Österreich bedeutete. Der Ballon stieg am Halteseil auf eine Höhe von „beyläufig 30 bis 40 Klafter“ (50 bis 75 Meter). Der Ballon hatte nicht die vertraute Kugelform, sondern die Gestalt eines liegenden Zylinders mit einer Länge von 12 Metern und einer Breite von 4 Metern. Statt eines Korbes ließ Stuwer ein „großes hölzernes Schiff“ befestigen. An Bord waren neben Stuwer sein Sohn Kaspar, seine Gehilfen Michael Schmalz und Johann Hiller, sowie der Architekt Daniel Hakmillner. 15.000 Zuschauer verfolgten das Spektakel. Nach dem erfolgreichen Aufstieg wurde der Ballon wieder heruntergezogen und der Abend mit dem allegorischen Feuerwerk „Denkmal der Ehre auf die Erfindung der Hrn. Montgolfier“ beschlossen.
Stuwer führte vor zahlendem Publikum etliche weitere Ballonaufstiege durch. Beim dritten Aufstieg am 2. August 1784 riss das Halteseil, sodass der Ballon bis über die Donau schwebte und erst dort zu Boden kam. Es wurde niemand verletzt, und Stuwer führte an diesem Tag unbeabsichtigt die erste Freifahrt eines österreichischen Ballons durch.

## Tod
Stuwer veranstaltete am 29. September 1799 zum letzten Mal ein Feuerwerk und starb drei Jahre später, am 4. Jänner 1802 im Alter von 69 Jahren im Grünsteidlischen Haus in der Leopoldstadt (heute: Große Sperlgasse 4 / Karmelitergasse 2); er wurde auf dem Sankt Marxer Friedhof beigesetzt.
1898 wurde in der Leopoldstadt die Stuwerstraße nach ihm benannt, in der Folge auch das Stuwerviertel, eine Wohngegend die auf Stuwers einstigem Feuerwerksplatz entstand.

## Nachkommen
Stuwer machte seinen Sohn aus zweiter Ehe, Kaspar Stuwer, zu seinem Nachfolger, der dann auch 20 Jahre lang die Stuwer'schen Feuerwerke veranstaltete. Nach seinem Tod am 10. Februar 1819 war sein 1804 geborener Sohn Anton noch minderjährig. Ein gewisser Franz Müller, „Professor der Zeichenkunst an der k.k. Ingenieursakademie“, wurde Vormund und erhielt die Konzession zum Abbrennen der Feuerwerke. Er hatte damit Erfolg beim Publikum, übergab aber nach seiner letzten Veranstaltung am 6. September 1821 die Feuerwerkerei an Anton Stuwer.
Nach zeitgenössischen Berichten entwickelte Anton Stuwer „die Feuerwerkerei zu großartiger flammender Pracht, es erreichte – möchten wir sagen – die Wiener Pyrotechnik ihren Höhepunkt“. Am 7. Mai 1833 kam es allerdings zu einem Unfall, als während eines Feuerwerks infolge Brandstiftung ein Teil der Anlage explodierte. Das spektakuläre Ereignis wurde vom Maler Johann Josef Schindler in einem Bild festgehalten, das sich heute in der Galerie Belvedere befindet. Am 5. Jänner 1858 erschoss sich Anton Stuwer versehentlich selbst, als er in einem Gebüsch vor seinem Haus nach einem vermeintlichen Einbrecher suchte, wobei der Hahn seiner Schrotflinte im Astwerk hängen blieb und die Waffe auslöste.
Nach seinem Tod übernahm sein gleichnamiger Sohn, Anton Stuwer (der Jüngere, geb. 2. September 1830), das Feuerwerksgeschäft, und betrieb es 18 Jahre lang. Im Zuge der Vorbereitungen für die Weltausstellung mussten jedoch 1871 auf behördlichen Befehl das Feuerwerksgerüst und die Tribünen abgetragen werden. Anton Stuwer erhielt lediglich 60 Gulden als Entschädigung, allerdings verbunden mit der Zusage, nach der Weltausstellung einen neuen Platz im Prater zugewiesen zu bekommen. Auf diese Zusage wartete er erfolglos. Sein Schwiegersohn Hermann Weissenbach errichtete einstweilen einen neuen Feuerwerksplatz am Überschwemmungsgebiet der Donau. Auf diesem Platz veranstaltete Stuwer am 10. September 1876 sein letztes Feuerwerk, dann verließ er Österreich und arbeitete in den nächsten Jahren für die russische Artillerie in St. Petersburg. Am 15. Juli 1905 starb Anton Stuwer, im Jahr 1906 Hermann Weissenbach, wodurch diese Feuerwerker-Dynastie ihr Ende fand.